# Pimpinone (Albinoni)
Pimpinone è un'opera (intermezzo) in tre parti di Tomaso Albinoni, su libretto di Pietro Pariati. La prima rappresentazione ebbe luogo il 26 novembre 1708 al Teatro San Cassiano di Venezia.

## Introduzione
Nella prima metà del 1700 Pimpinone fu molto rappresentato, sia in Italia che in altre città europee, raggiungendo anche Vienna, Monaco, Mosca e Lubiana, con almeno 30 riprese fino al 1740. La musica di Albinoni, ricca di abili spunti, è supportata dal frizzante libretto del Pariati. Tra i brani, si segnala in particolare il duetto finale, Se mai più..., che anticipa lo stile delle opere buffe della seconda metà del 1700, e rende efficacemente l'idea di una concitata conversazione.
Il soggetto dell'uomo anziano, ricco e sciocco che viene ingannato da una giovane astuta è molto usato nell'ambito operistico. Opere basate su questo tema sono per esempio La serva padrona di Pergolesi, Don Pasquale di Donizetti e La donna silenziosa (Die schweigsame Frau) di Richard Strauss. Anche Georg Philipp Telemann scrisse, nel 1725, un'opera intitolata Pimpinone, con trama identica a quella di Albinoni.

## Trama

### Intermezzo I
Vespetta è una giovane e povera cameriera. Viene assunta dal ricco ma sciocco Pimpinone, e spera di riuscire a sposarlo.

### Intermezzo II
Vespetta racconta a Pimpinone che la presenza di una bella e giovane donna in casa di uno scapolo ha dato luogo a maldicenze, e lo induce al matrimonio, facendosi credere umile e disinteressata.

### Intermezzo III
Subito dopo il matrimonio, Vespetta si rivela avida e spendacciona. Pimpinone è disperato, ma si deve rassegnare per non perdere la dote.

## Struttura dell'opera

### Intermezzo I
- Aria: Chi mi vuol? Son cameriera (Vespetta)
- Recitativo: Cerco la mia ventura
- Duetto: Nel petto il cuor mi giubila (Vespetta, Pimpinone)

### Intermezzo II
- Recitativo: Vespetta, tu lasciarmi?
- Aria: Guarda un poco in questi occhi di foco (Pimpinone)
- Recitativo: Tacete. Ah, troppo anch'io
- Aria: Io non sono una di quelle (Vespetta)
- Recitativo: Così va ben
- Duetto: Stendi, stendi. Uh che allegrezza (Vespetta, Pimpinone)

### Intermezzo III
- Recitativo: Io vado ove mi piace
- Aria: So quel che si dice, e quel che si fa (Pimpinone)
- Recitativo: Per questa volta andate
- Aria: Voglio far, come fan l'altre (Vespetta)
- Recitativo: Ma s'io giocassi, e che diresti allora?
- Duetto: Se mai più... (Vespetta, Pimpinone)

## Discografia
- 1980 - Elena Zilio (Vespetta), Domenico Trimarchi (Pimpinone) - Direttore: Claudio Scimone - Orchestra: I Solisti Veneti - Fonit Cetra[4]
- 2000 - Edit Károly (Vespetta), Viktor Massányi (Pimpinone) - Direttore: Pál Németh - Savaria Baroque Orchestra - Hungaroton[5]
- 2010 - Oda Hochscheid (Vespetta), Luciano Miotto (Pimpinone) - Direttore: Michele Nitti - Orchestra barocca Giuseppe Nicolini - Registrazione dal vivo (Palazzina Liberty di Milano e Salone dei Concerti del Conservatorio di Piacenza, dicembre 2010) - CD: Bongiovanni. GB 2455-2[6]
- 2016 - Elena De Simone (Vespetta), Carlo Torriani (Pimpinone) - direttore Alberto Busettini - Regia Carlo Torriani - Le Humane virtu' - Registrazione video "live" effettuata presso il Teatro Accademico di Castelfranco Veneto nel marzo 2015 - DVD Dynamic (prima registrazione in DVD)
- 2021 - Camilla Antonini (Vespetta), Carlo Torriani (Pimpinone) - direttore Fabrizio Da Ros - Ensemble Antonio Salieri - CD: Bongiovanni 2592-2 (insieme alla prima mondiale di Filetta e Spago di Benedetto Marcello)